# Brígida Baltar
Brígida Baltar (1959-2022) foi uma artista plástica brasileira, conhecida por sua obra escultórica transitória, que utiliza elementos da natureza em suas criações. 
Ela frequentou a Escola de Artes Visuais do Parque Lage no final da década de 1980 e participou do Grupo Visorama no Rio de Janeiro. Sua obra inclui a série "Estrutura", que usa tijolos como base, e "Abrigo", em que projeta a forma de seu corpo escavada na parede de seu ateliê. Baltar também registrava suas ações em fotografias e filmes curtos, como o projeto "Umidades", que coletou elementos naturais e transitórios como neblina e orvalho em excursões à serra das Araras ou à serra dos Órgãos no Rio de Janeiro. Em 2002, ela apresentou o trabalho "Casa de abelha" na 25ª Bienal de São Paulo, e em 2002, expôs "Coleta da Neblina" no Museum of Contemporary Art de Cleveland, nos Estados Unidos.
Em 2015, Baltar se submeteu a um transplante de medula óssea, tendo seu irmão, o acrobata Claudio Baltar, como doador. Suas experiências antes e depois do procedimento, incluindo aftas, hematomas e petéquias, foram transformadas em arte na exposição individual "Irmãos" em 2016. Em 2019, o Espaço Cultural BNDES realizou a maior mostra de filmes da artista, com 28 vídeos feitos por ela a partir dos anos 1990, alguns inéditos. Baltar lutava contra a leucemia desde 2012 e faleceu em 8 de outubro de 2022, aos 62 anos.

## Exposições[2]

### Individuais
- 2001 - Fortaleza CE - Neblina, maresia, orvalho: coletas, no Centro Dragão do Mar de Arte e Cultura
- 2001 - Rio de Janeiro RJ - Neblina, maresia, orvalho: coletas, no Espaço Agora
- 2001 - São Paulo SP - A Coleta da Neblina 1996-2001, na Galeria Nara Roesler
- 2002 - Cleveland (Estados Unidos) - Coleta da Neblina [Collecting Humidity], na MOCA Cleveland
- 2003 - Rio de Janeiro RJ - Individual, no Paço Imperial
- 2019 - Filmes - Rio de Janeiro RJ - Individual, no Espaço Cultural BNDES

### Coletivas
- 1987 - Rio de Janeiro RJ - 11º Salão Carioca de Arte, na Estação Carioca do Metrô
- 1988 - Rio de Janeiro RJ - Novos Novos 88, na Galeria do Centro Empresarial Rio
- 1988 - São Paulo SP - 6º Salão Paulista de Arte Contemporânea
- 1993 - São Paulo SP - Programa Anual de Exposições de Artes Plásticas, no CCSP
- 1994 - Havana (Cuba) - 5ª Bienal de Havana
- 1995 - Rio de Janeiro RJ - A Infância Perversa: fábulas sobre a memória e o tempo, no MAM/RJ
- 1995 - Salvador BA - A Infância Perversa: fábulas sobre a memória e o tempo, no MAM/BA
- 1996 - Salvador BA - 3º Salão MAM-Bahia, no MAM/BA
- 1997 - Salvador BA - Workshop 97: artistas alemães e brasileiros, no MAM/BA
- 1997 - São Paulo SP - 25º Panorama de Arte Brasileira, no MAM/SP
- 1998 - Florianópolis SC - 6º Salão Nacional Victor Meirelles, no Masc
- 1998 - Niterói RJ - 25º Panorama de Arte Brasileira, no MAC/Niterói
- 1998 - Recife PE - 25º Panorama de Arte Brasileira, no Mamam
- 1998 - Rio de Janeiro RJ - A Imagem do Som de Caetano Veloso, no Paço Imperial
- 1998 - Rio de Janeiro RJ - Coleção MAM Bahia: arte contemporânea, no MAM/RJ
- 1998 - Salvador BA - 25º Panorama de Arte Brasileira, no MAM/BA
- 1999 - Rio de Janeiro RJ - A Imagem do Som de Chico Buarque, no Paço Imperial
- 1999 - Rio de Janeiro RJ - Cotidiano/Arte. Objeto Anos 60/90, no MAM/RJ
- 1999 - São Paulo SP - Cotidiano/Arte. Objeto Anos 60/90, no Itaú Cultural
- 2000 - Rio de Janeiro RJ - A Imagem do Som de Gilberto Gil, no Paço Imperial
- 2001 - Nova York (Estados Unidos) - The Thread Unraveled: contemporary brazilian art, no El Museo del Barrio
- 2001 - Rio de Janeiro RJ - A Imagem do Som de Antônio Carlos Jobim, no Paço Imperial
- 2001 - São Paulo SP - Arco das Rosas: marchand como curador, na Casa das Rosas
- 2001 - São Paulo SP - Primeiro de Abril - April Fool's Day, na Residência/atelier na Rua Mário, 25
- 2001 - Washington (Estados Unidos) - Virgin Territory: women, gender, and history in contemporary brazilian art, no The National Museum of Women in the Arts
- 2002 - Barra Mansa RJ - Sidaids, na Galeria de Arte Sesc Barra Mansa
- 2002 - Buenos Aires (Argentina) - The Thread Unraveled: contemporary brazilian art, no Museo de Arte Latino-americano de Buenos Aires
- 2002 - Rio de Janeiro RJ - A Cultura em Tempos de Aids, no MNBA
- 2002 - Rio de Janeiro RJ - A Imagem do Som do Rock Pop Brasil, no Paço Imperial
- 2002 - Rio de Janeiro RJ - Artefoto, no CCBB
- 2002 - Rio de Janeiro RJ - Caminhos do Contemporâneo 1952-2002, no Paço Imperial
- 2002 - Rio de Janeiro RJ - Sidaids, na Galeria de Arte Sesc Barra Mansa
- 2002 - Rio de Janeiro RJ - Canteiro de Obras do Circo Voador, no Circo Voador
- 2002 - São Gonçalo RJ - Sidaids, no Sesc São Gonçalo
- 2002 - São Paulo SP - 20 Artistas / 20 Anos, no CCSP
- 2002 - São Paulo SP - 25ª Bienal Internacional de São Paulo, na Fundação Bienal
- 2002 - São Paulo SP - Infláveis, no Sesc Belenzinho
- 2002 - São Paulo SP - Portão 2, na Galeria Nara Roesler
- 2002 - São Paulo SP - Seis Artistas na 25ª Bienal de São Paulo, na Galeria Nara Roesler
- 2003 - Brasília DF - Artefoto, no CCBB
- 2003 - Chicago (Estados Unidos) - Paper Works, na Julia Friedman Gallery
- 2003 - Genebra (Suíça) - Suite de la Nuit, no Musée d'histoire des Sciences
- 2003 - Madri (Espanha) - Arco/2003, no Parque Ferial Juan Carlos I
- 2003 - Niterói RJ - Sidaids, na Galeria de Arte Sesc
- 2003 - Recife PE - Salão da Bahia 1994 - 2002, na Fundação Joaquim Nabuco
- 2003 - Rio de Janeiro RJ - Bandeiras do Brasil, no Museu da República
- 2003 - Rio de Janeiro RJ - Coletiva, na Laura Marsiaj Arte Contemporânea
- 2003 - Rio de Janeiro RJ - Grande Orlândia: artistas abaixo da linha do equador
- 2003 - São Paulo SP - Arco 2003, na Galeria Nara Roesler
- 2004 - Rio de Janeiro RJ - Novas Aquisições 2003: Coleção Gilberto Chateubriand, no MAM/RJ
- 2005 - São Paulo SP - O Corpo na Arte Contemporânea Brasileira, no Itaú Cultural

## Obra[2]
- Abrigo,  1997
- Estrutura, 1997
- "A coleta da neblina" 1994-2004: fotografias do orvalho e da neblina da Serra das Araras e da Serra dos Órgãos, Rio de Janeiro.
- Casa da abelha 2002, 25ª Bienal Internacional de São Paulo, ARCO….
- Coleta da neblina, 2003, Museum of Contemporary Art - MOCA.